# My Bonnie (Tony-Sheridan-Album)
My Bonnie ist das Debütalbum des britischen Musikers Tony Sheridan, die Produktionsleitung erfolgte von Bert Kaempfert im Juni und Dezember 1961 in Hamburg. Das Album erschien im April 1962 in Deutschland.

## Entstehung

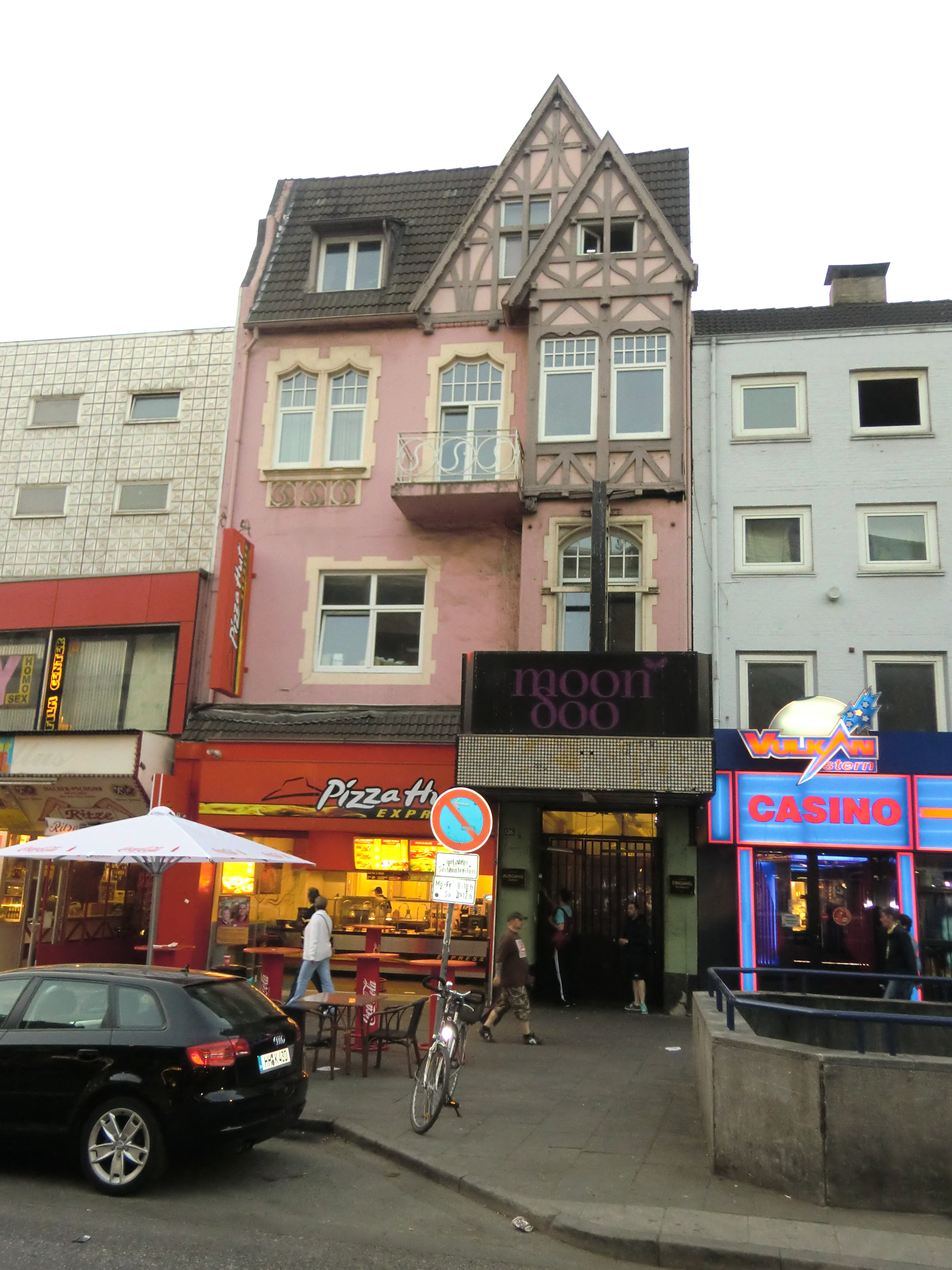
Das Moondoo im ehemaligen Top Ten Club

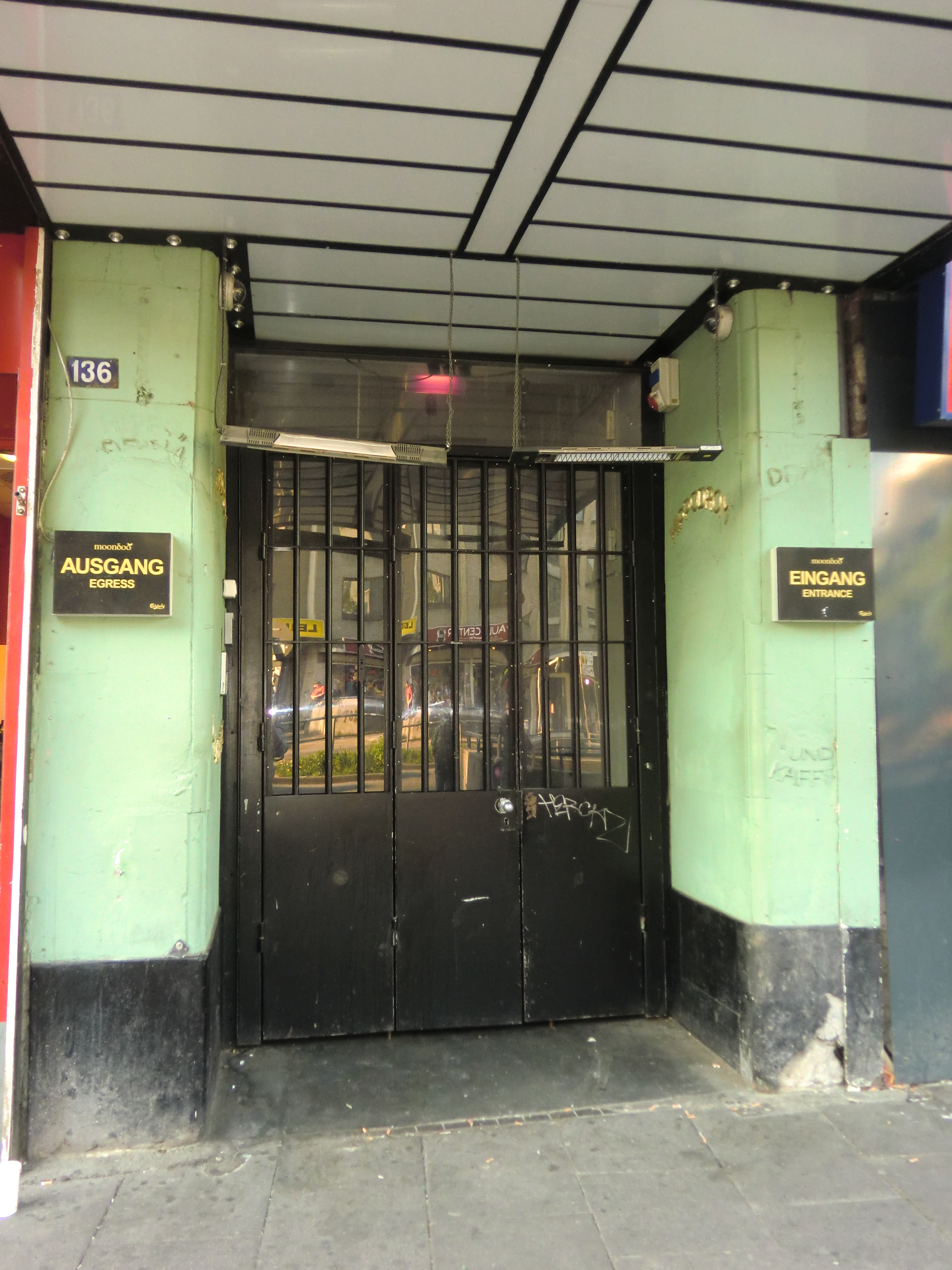
Ehemaliger Eingang vom Top Ten Club, seit 2025 Eingang vom Molotow

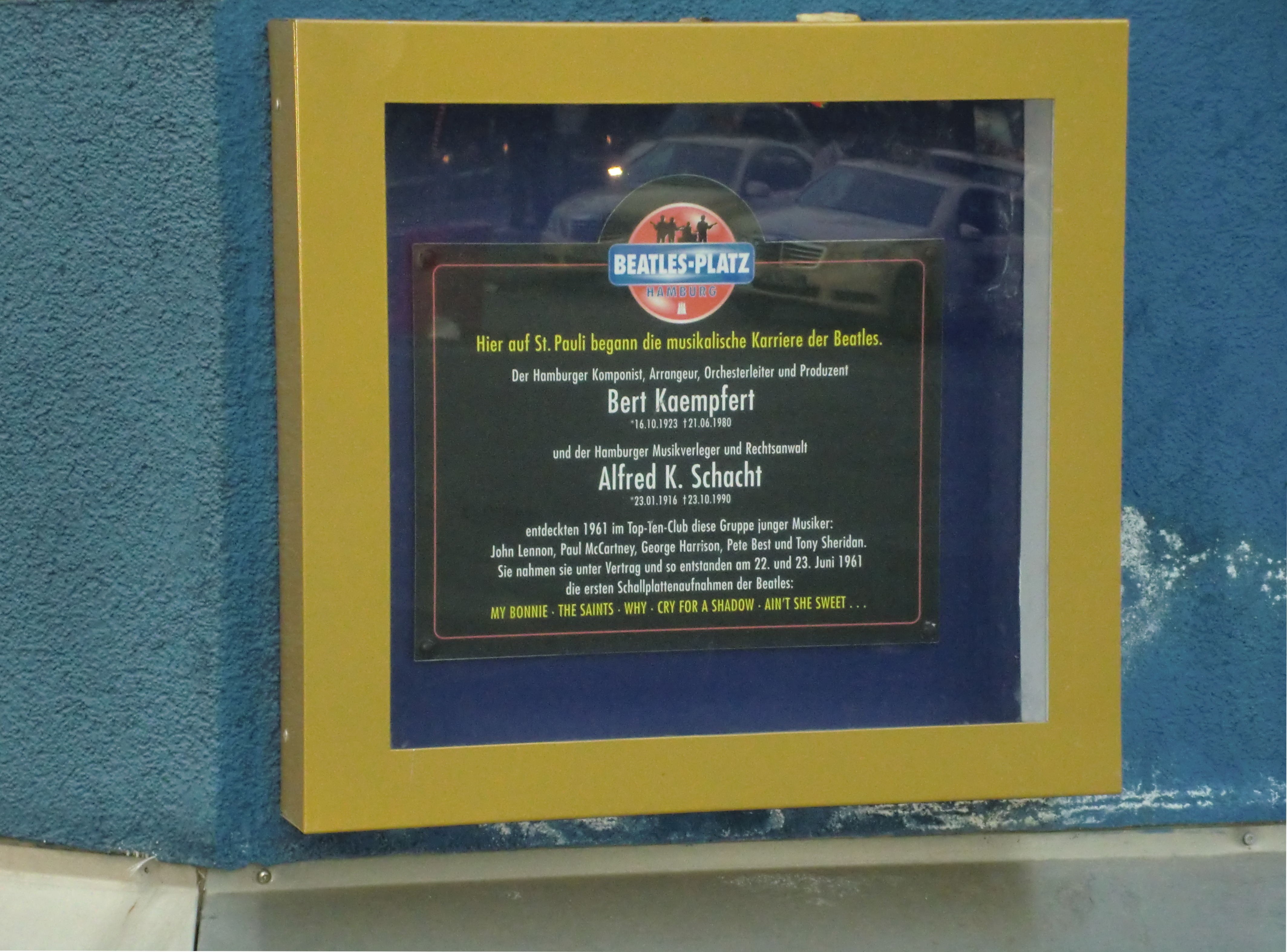
Gedenktafel am Beatles-Platz, die an die Entdeckung der Beatles und Tony Sheridan im Top Ten Club durch Bert Kaempfert und Alfred K. Schacht erinnert

Tony Sheridan kam im Jahr 1960 als Mitglied der Gruppe The Jets nach Hamburg, die im Kaiserkeller auf der Großen Freiheit auftrat. Die Mitglieder der Jets kehrten nach England zurück, während Tony Sheridan in Hamburg blieb und als Solo-Sänger im Top Ten Club auf der Reeperbahn auftrat. Begleitet wurde er dort von verschiedenen Bands, zum Beispiel von Gerry & the Pacemakers und den Beatles. Die Beatles unterstützten Tony Sheridan nicht nur auf der Bühne, sie wohnten auch monatelang zusammen und verbrachten einen Großteil der knappen Freizeit gemeinsam.
Vom 1. April bis zum 1. Juli 1961 hatten die Beatles ein Engagement im Top Ten Club in Hamburg, wo sie 92 Auftritte absolvierten. Anfang Mai 1961 besuchte der deutsche Sänger Tommy Kent den Top Ten Club und war von den Auftritten Tony Sheridan und den Beatles so beeindruckt, dass er Bert Kaempfert überzeugte, auch den Club zu besuchen, was er mit seiner Ehefrau und Tommy Kent am folgenden Tag auch tat und erstmals mit Tony Sheridan und den Beatles Kontakt aufnahm. Weitere Besuche folgten und im Juni 1961 besprachen Kaempfert und sein Toningenieur Karl Hinze mit Sheridan und den Beatles im Top Ten Club die Gegebenheiten für zukünftige Aufnahmen.
Sheridan und die Beatles spielten auf der Bühne des Top Ten Clubs bis nach 3 Uhr morgens des 22. Juni 1961. Als Bert Kaempfert Tony Sheridan und die Beatles, wie vereinbart, um 8 Uhr morgens vor der Großen Freiheit abholen wollte, schliefen sie noch.

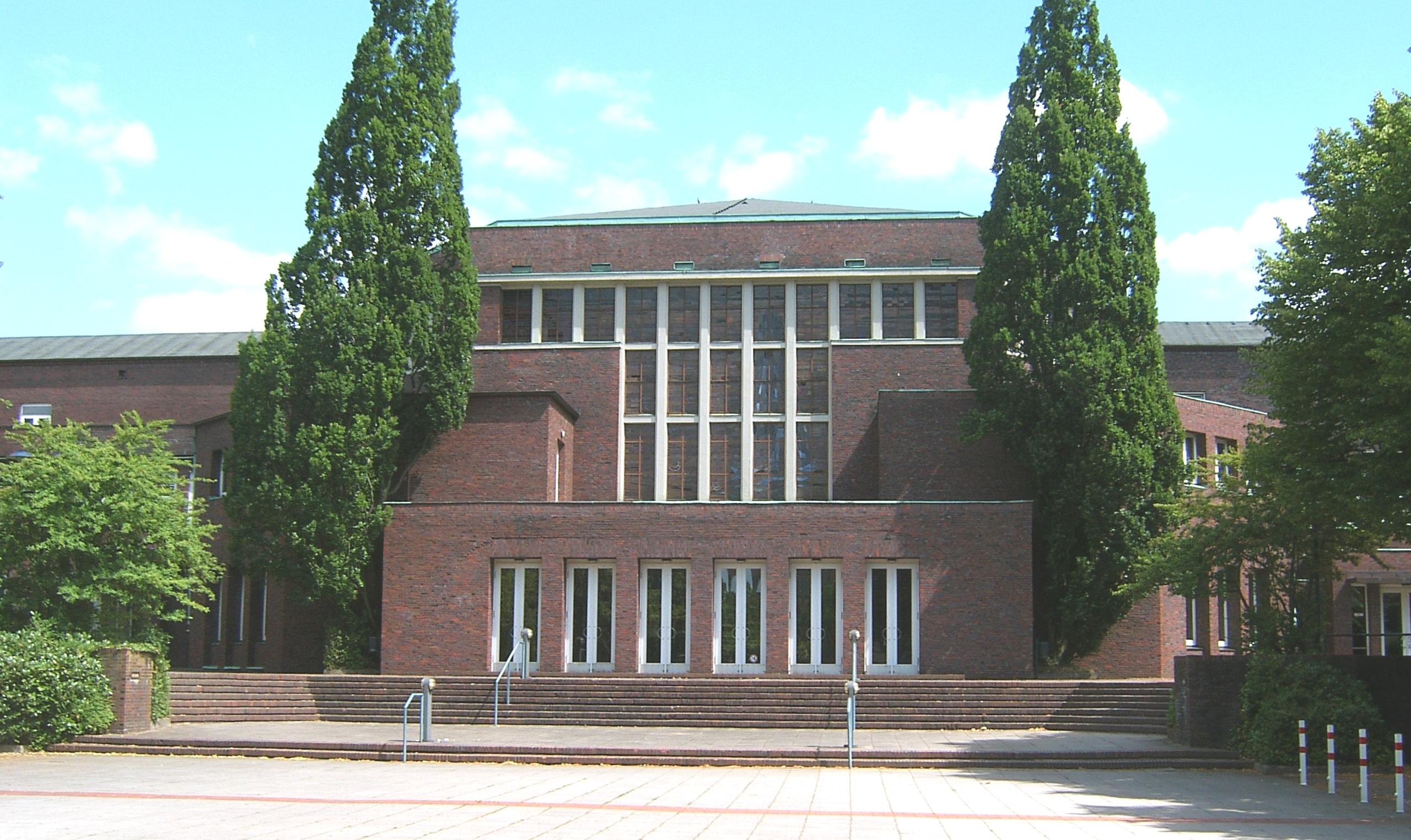
Friedrich-Ebert-Halle

Die ersten Aufnahmen erfolgten am 22. und 23. Juni 1961 mit einem improvisierten Tonstudio auf der Bühne der Aula des Friedrich-Ebert-Gymnasiums in Hamburg-Harburg. Folgende Lieder wurden mit einem tragbaren Zweispur-Tonbandgerät aufgenommen, die Produktionsleitung übernahm Bert Kaempfert, Toningenieur war Karl Hinze:
1. My Bonnie (Ansage in Deutsch)
2. My Bonnie (My Bonnie Lies Over the Ocean)
3. The Saints (When the Saints Go Marching In)
4. Why,
5. Nobody’s Child
6. Take Out Some Insurance on Me

Weiterhin nahmen die Beatles noch zwei Lieder ohne Sheridan auf:
1. Cry for a Shadow (Instrumentallied)
2. Ain’t She Sweet (Gesang von John Lennon)

In einigen Quellen wird erwähnt, dass weitere Aufnahmen am 24. Juni 1961 im Studio Rahlstedt, Hamburg eingespielt wurden. Da das Studio aber erst Ende Februar 1962 fertiggestellt wurde, ist dieser Termin ausgeschlossen. Jeder der vier Beatles erhielt für die beiden Studiotage jeweils 175 DM ausgezahlt. Am 2. Juli 1961 verließen die Beatles Deutschland und kehrten erst zur Eröffnung des Star-Club am 13. April 1962 nach Hamburg zurück.

Tony Sheridan & The Beat Brothers – My Bonnie

Am 23. Oktober 1961 wurde die Single My Bonnie / The Saints bei Polydor (Katalognummer NH 24673), unter der Interpretenbezeichnung (Labeldruck) ‚Tony Sheridan & The Beat Brothers‘ veröffentlicht. My Bonnie hat ein Intro in deutscher Sprache und auf der Schallplattenhülle wurde lediglich Tony Sheridan erwähnt. Eine weitere Version erschien in Deutschland im Januar 1962, ebenfalls bei Polydor (mit identischer Katalognummer). Sie enthält ein englisches Intro. Diese Version erschien in Großbritannien am 1. Januar 1962 (Katalognummer Polydor NH 66833) und in den USA am 23. April 1962 (Katalognummer DECCA 31382). Sie erreichte in Großbritannien Platz 48, in den USA Platz 26 und in Deutschland Platz 32 der Charts. Die britische Version führt auf dem Label als Interpreten ‚Tony Sheridan & The Beatles‘ auf, somit wurden die Beatles hier als Künstler erstmals auf einer Schallplatte erwähnt.
Ende Oktober/Anfang November wurde Brian Epstein bedingt durch die Single My Bonnie auf die Beatles aufmerksam und besuchte sie erstmals am 9. November 1961 im Cavern Club. Es folgten weitere Treffen, bis er Ende Januar 1962 offiziell der Manager der Beatles wurde.

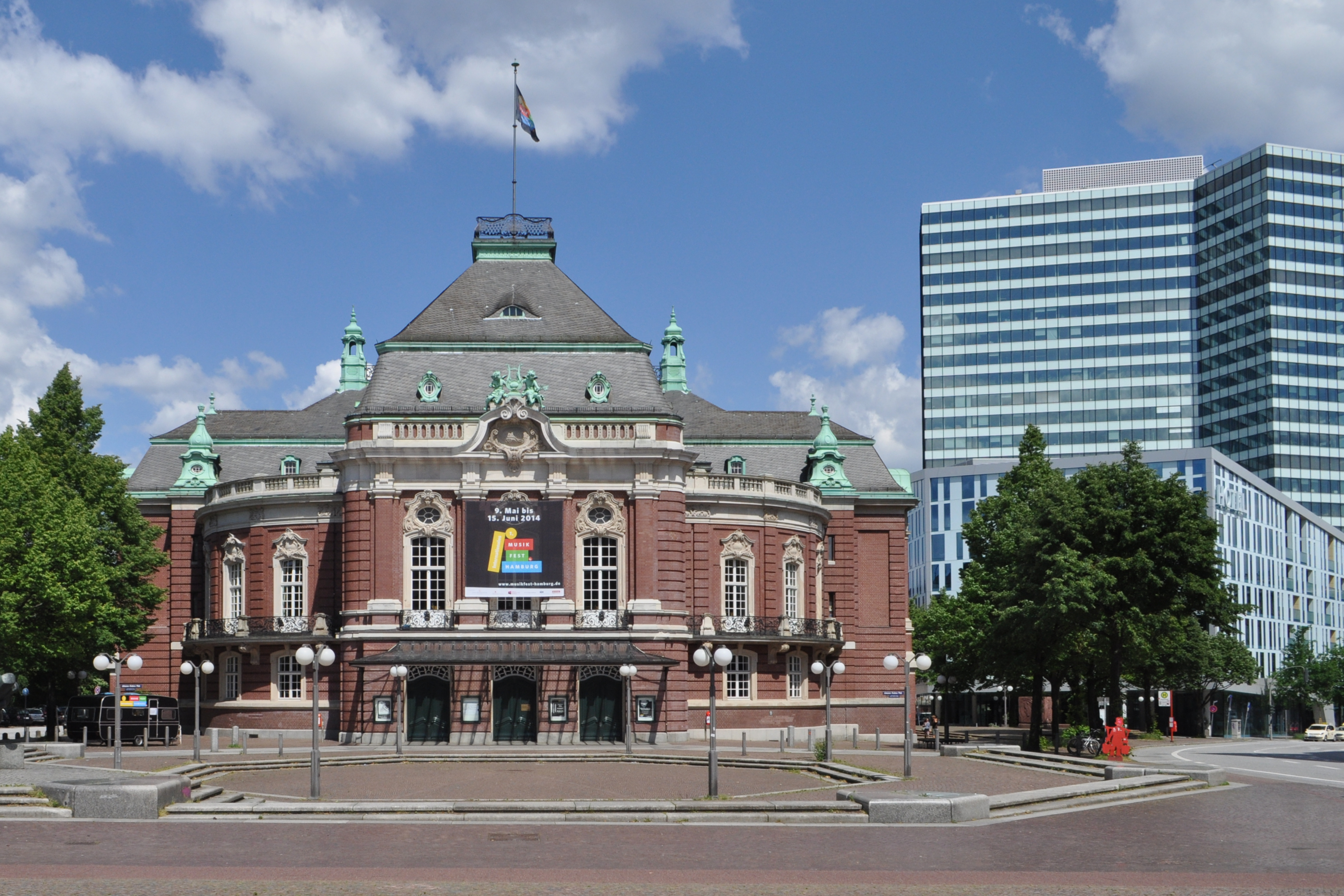
Laeiszhalle (rechts: Emporio-Hochhaus), 2014

Am 21. Dezember 1961 nahm Tony Sheridan für sein Album My Bonnie weitere zehn Lieder erneut unter der Produktionsleitung von Bert Kaempfert, aber ohne die Beatles, auf. Die Aufnahmen fanden im Großen Saal der Musikhalle in Hamburg statt. Die Musiker waren Roy Young (Klavier), Colin Melander (Bass), Rikki Barnes (Saxofon), Jimmy Doyle und Johnny Watson (Schlagzeug), die als Begleitmusiker den Gruppennamen „The Beat Brothers“ trugen.
Es wurden folgende Lieder eingespielt:
1. Skinny Minnie
2. Whole Lotta Shakin’ Goin On
3. I Know Baby
4. You Are My Sunshine
5. Ready Teddy
6. Hallelujah, I Love Her So
7. Let’s Twist Again
8. Sweet Georgia Brown
9. Swanee River
10. Top Ten Twist

Man traf die Entscheidung, auf dem Album die zehn aufgenommenen Lieder vom 21. Dezember sowie die zwei Lieder mit den Beatles, My Bonnie und The Saints zu veröffentlichen. Das Masterband für das Album, mit dem Titel My Bonnie, wurde am 26. März 1962 fertiggestellt und wurde im April 1962 in einer Mono- (Katalognummer: Polydor LPHM 46612) und in einer Stereoversion (Katalognummer: Polydor SLPHM 237112) veröffentlicht.
Aus dem Album My Bonnie wurde noch die Single You Are My Sunshine / Swanee River (Katalognummer: Polydor 24 849 NH) ausgekoppelt.
Im April 1962 erschien in Frankreich die EP Mister Twist (Katalognummer 21914), die erstmals folgende vier Lieder mit den Beatles enthält: When the Saints / Cry for a Shadow / My Bonnie / Why.
Im Dezember 1963 wurde das Album My Bonnie unter dem Titel Let’s Do the Madison, Twist, Locomotion, Slop, Hully Gully, Monkey mit neuer Covergestaltung wiederveröffentlicht. Zum 25-jährigen Jubiläum im Jahr 1986 erschien das Album My Bonnie erneut in einer originalgetreuen Nachpressung.
Die acht Lieder der Sheridan/Beatles-Aufnahmen wurden im April 1964 auf dem Kompilationsalbum The Beatles’ First in Deutschland veröffentlicht.

## Titelliste
Seite 1
1. My Bonnie (Traditional, Arrangement von Tony Sheridan) – 2:43
2. Skinny Minnie (Bill Haley, Rusty Keefer, Milt Gabler, Catherine Cafra) – 3:10
3. Whole Lotta Shakin’ Goin On (Dave Williams, Sonny David) – 2:12
4. I Know Baby (Sheridan) – 2:59
5. You Are My Sunshine (Jimmie Davis, Charles Mitchell) – 2:29
6. Ready Teddy (Robert Blackwell, John Marascalco) – 2:03

Seite 2
1. The Saints (James Milton Black, Katharine Purvis) – 3:20
2. Hallelujah, I Love Her So (Ray Charles) – 2:11
3. Let’s Twist Again (Kal Mann, Dave Appell, Buchenkamp) – 2:43
4. Sweet Georgia Brown (Bernie, Maceo Pinkard, Casey) – 2:30
5. Swanee River (Stephen Foster) – 2:56
6. Top Ten Twist (Homsen, Bones, Sheridan, Lüth) – 2:55

Bonuslieder der CD-Wiederveröffentlichung aus dem Jahr 2001:
1. My Bonnie (German Intro; Traditional, Arrangement von Sheridan)
2. Ich Lieb’ Dich So (Pomus, Spector, Lueth)
3. Der Kiss-Me Song (Warren, Schwabach, Wallnau)
4. Madison Kid (C. Thomas)
5. Let’s Dance (Sheridan, Lee)
6. Ruby Baby (Leiber/Stoller)
7. What’d I Say (Charles)
8. Veedeboom Slop Slop (Johnny Sivo)
9. Let’s Slop (Sivo, Gleissner)
10. My Bonnie (kein Intro; Traditional, Arrangement von Sheridan)

## Weitere Informationen
Tony Sheridan nahm folgende drei Lieder vom Album erneut auf:
- Sweet Georgia Brown: Am 24. Mai 1962 spielten die Beatles die Musik ein, der Gesang von Tony Sheridan wurde am 7. Juni 1962 aufgenommen; eine weitere Neuaufnahme ohne die Beatles erfolgte am 18. Februar 1964.
- Swanee River: Am 24. Mai 1962 spielten die Beatles die Musik ein, der Gesang von Tony Sheridan wurde am 7. Juni 1962 aufgenommen, die Aufnahmebänder sind nicht mehr auffindbar.
- Skinny Minnie: Die Neuaufnahme erfolgte am 18. Februar 1964, diese Version wurde, mit der Neuaufnahme von Sweet Georgia Brown als B-Seite, als Single[10] veröffentlicht und erreichte Platz 3 in der deutschen Hitparade.[11]